# زبيغنيو زيوبرو
زبيغنيو تاديوش زيوبرو ( من مواليد 18 أغسطس 1970) سياسي بولندي، يشغل منصب وزير العدل الحالي في جمهورية بولندا منذ يناير 2019.